# مسرح دولبي
مسرح دولبي (بالإنجليزية: Dolby Theatre)‏ (سابقاً مسرح كوداك) هو أحد المسارح الهامة في مدينة لوس أنجلوس الأمريكية، يعتبر منذ افتتاحه عام 2001 مركز الاحتفال السنوي لتوزيع جوائز أكاديمية فنون وعلوم الصور المتحركة (الأوسكار)، بالإضافة لكونه مجمع ترفيهي لمنطقة هوليود يضم عروض مسرحية مباشرة، مطاعم والعديد من الخدمات الأخرى، المسرح أيضا مركز العديد من البرامج الأمريكية الذائعة الصيت مثل أمريكان آيدول وجوائز الغرامي اللاتينية وجوائز الموسيقى الأمريكية، كما يتم إقامة حفلات مباشرة للعديد من المغنيين اللأمريكيين والأجانب.